# Bertrand Barère de Vieuzac
Bertrand Barère de Vieuzac (Tarbes, 10 de setembro de 1755 — Tarbes, 13 de janeiro de 1841) foi um político e jurista francês, um dos mais notáveis membros da Convenção durante a Revolução Francesa.

## Primeiros passos
Barère nasceu em Tarbes na Gasconha. O nome Barère de Vieuzac, nome pelo qual continuou a chamar a si próprio muito depois do término dos direitos feudais, provem de um pequeno feudo pertencente a seu pai, um advogado de Vieuzac. O pai de Barère, Jean Barère, era procurador e advogado e seu avô, Bertrand Barère, padre, doutor em teologia e vigário. A mãe de Barère, Jeanne-Catherine Marrast, era de antiga nobreza. Depois de terminar os primeiros estudos, Barère vai para um colégio até começar sua carreira de político revolucionário. Começa a trabalhar como advogado no Parlamento de Toulouse, em 1770, e logo consegue reputação como orador, enquanto que sua fama como ensaista leva-o a eleger-se como membro da Academia dos Jogos Florais de Toulouse, em 1788.
Casa-se com trinta anos. Quatro anos depois (1789), é eleito deputado pela província de Bigorre para os Estados Gerais — havia feito sua primeira visita a Paris no ano precedente. Barère de Vieuzac, a princípio, filiou-se ao partido constitucional, fiel ao Rei Luís XVI, porém ficou mais conhecido como jornalista que como orador na Assembleia Nacional Constituinte Francesa. Seu jornal, o Point du Jour, de acordo com François Victor Alphonse Aulard, ganhou sua reputação não tanto por suas qualidades mas pelo fato do pintor Jacques-Louis David, em seu esboço do Juramento do Jogo da Péla, mostrar Barère ajoelhado ao canto e escrevendo um relatório de procedimentos para a porteridade.

## Com osGirondinoseMontanheses

Esboço de Jacques-Louis David do Juramento do Jogo da Péla.

Após a fuga do Rei Luís XVI para Varennes, Barère alia-se ao partido republicano, apesar de continuar a manter contato com Luís Filipe II, Duque d'Orleães, cuja filha natural, Pamela, ele tutela. Após o término da Assembleia Nacional Constituinte, Barère é nomeado um dos juízes da recém instituída Corte de Cassações de Outubro de 1791 a Setembro de 1792.
Apesar de Barère fazer parte dos Estados Gerais em 1789 e ser juiz da Constituinte em 1791, sua verdadeira carreira não havia começado até 1792, quando é eleito para a Convenção Nacional pelo departamento dos Altos Pirenéus. Torna-se também membro doo Comitê de Salvação Pública em 1793. Ele acaba sendo extremamente útil, reportando para a Convenção os planos do Comitê.
Sua carreira decola quando preside o julgamento do Rei Luís XVI — Barère era o oficial presidente na Convenção e foi aquele que interrogou o rei. Vota com os Montanheses pela execução do rei "sem apelação e sem demora", e encerra seu discurso com uma frase memorável: "a árvore da Liberdade cresce apenas quando regada com o sangue dos tiranos".
Escolhido para fazer parte do Comitê de Salvação Pública em 7 de Abril de 1793, envolve-se com os assuntos externos e junta-se à facção de Robespierre, o Clube Jacobino, desempenhando um papel importante no segundo Comitê de Salvação Pública após 17 de Julho de 1793. Vota pela execução dos Girondinos no início do Reinado do Terror. Consequentemente, torna-se parte ativa na luta de forças entre os Montanheses e os outros partidos, tornando-se mediador em todas as disputas.
Após a execução do Rei Luís XVI, Barère começa a falar publicamente sobre sua recém-adquirida fé na "Religião da Pátria". Desejava que todos tivessem fé nesta fraternidade e conclamava seus concidadãos a serem patriotas bons e virtuosos. Barère focava-se em quatro aspectos desta "Religião da Pátria": 1) A crença que um cidadão estava destinado à fraternidade desde o nascimento, 2) o cidadão assim viria a amar esta fraternidade, 3) a República ensinaria as virtudes do povo, 4) a fraternidade seria a mestra para todos.

Barère estabelece que: 
"a República deixa a orientação dos primeiros anos aos pais mas logo, na medida em que vossa inteligência se desenvolve, orgulhosamente reclama pelos direitos que tem sobre vós. Vós nascestes para a República e não para o orgulho ou despotismo das famílias.."
Barére ainda declara que desde que os cidadãos nascem da República, devem amá-la sobre todas as coisas, raciocinando que eventualmente o amor pela pátria-mãe pode tornar-se uma paixão para qualquer um e que é assim que o povo da República se torna unido.
Barère ainda divagou sobre o nacionalismo e do patriotismo. Dizia: "Eu era um revolucionário. Hoje sou um cidadão. "Era partidário da liberdade de imprensa, de expressão e pensamento. Barère achava que o nacionalismo estava fundamentado em emoções imensuráveis que só podiam ser despertadas na participação em atividades nacionais como eventos públicos, festivais e através da educação. Acreditava na união através da "diversidade e do comprometimento."
Entre 1793 e 1794, Barère falou sobre sua doutrina:
- o aprendizado do patriotismo nacional através de um sistema organizado de educação universal;
- a expansão nacional da devoção patriótica;
- o conceito que cada um deve seu serviço à nação.[10]

Barère também declara que se pode servir a nação pela doação de seu trabalho, saúde, conselho, força e/ou sangue. Assim, pessoas de todos os sexos e idades poderia servir à pátria-mãe Barère sublinhou sua fé na pátria-mãe, que substituiria a religião nacional oficial, o Catolicismo. Barère tentava fazer do nacionalismo uma religião.
Além de sua crença na força da pátria-mãe, Barère acreditava no poder de uma educação elementar universal. Juntando os dois princípios, acreditava que a pátria-mãe poderia educar a todos.

## O9 Termidor, prisão e últimos anos

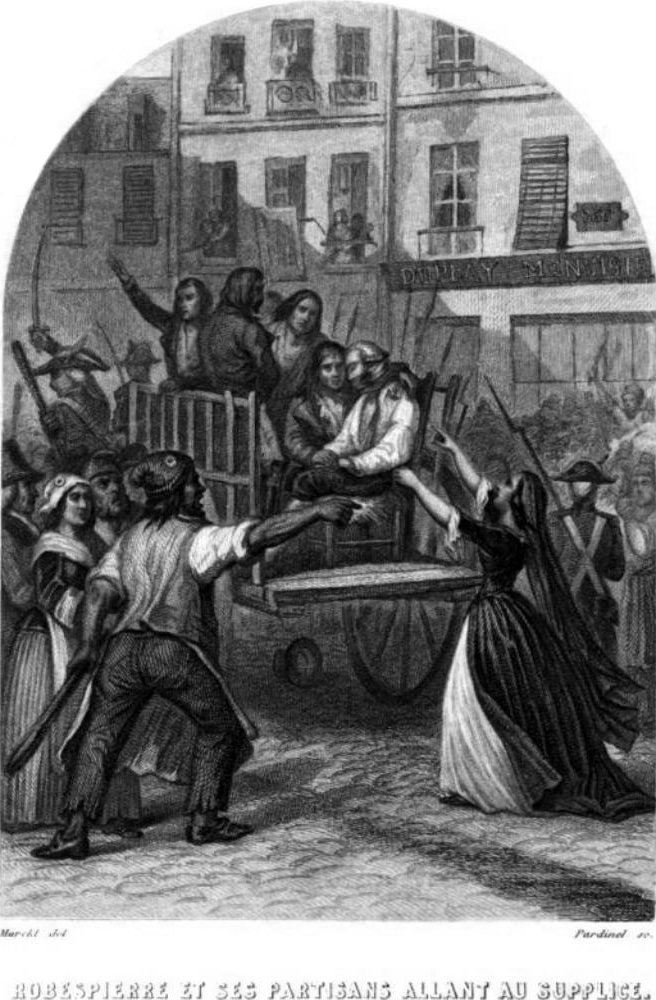
Robespierre e seus seguidores a caminho do cadafalso (28 de julho de 1794).

Após seus discursos sobre nacionalismo, patriotismo e educação, entre 1793 e 1774, surge a contra-revolução e o Terror Branco. Robespierre é posto em julgamento em 1794 juntamente com dois outros líderes, Vadier e Saint Just. Barère ensaia os discursos de defesa de Vadier e Saint-Just, para que estes estivessem preparados quanto ao que dizer durante o julgamento. Tenta também ajudar Robespierre em seu discurso para que não fosse executado. A Convenção Nacional pede a Robespierre que identifique os nomes de outros terroristas. Este denuncia Billaud, Collot d'Herbois e Barère como terroristas. Depois de saber que Robespierre o havia apontado como terrorista, Barère ergue seu dedo para ele, condenando-o à guilhotina. Ele é o primeiro a condenar Robespierre à morte, conseguindo desta forma manter-se vivo.
Barère é ainda lembrado por seus ataques a Robespierre, dizendo ser "um pigmeu que não deveria ser posto em um pedestal". Durante a reação ao Termidor (27 de Julho de 1794), após uma certa hesitação, escreve o relatório fazendo de Robespierre um fora-da-lei.
Infelizmente, Barère continuou a ser questionado sobre seu possível envolvimento com o terrorismo. Antes de Barère ser condenado à prisão "Carnot o defende dizendo ser Barère mais digno que ele próprio". No entanto, a defesa mostra-se ineficaz. Assim, no Germinal do Ano III (21 de Março a 4 de Abril de 1795), os líderes do Termidor decretam a detenção de Barère e seus colegas do Reinado do Terror Jean Marie Collot d'Herbois e Jacques Nicolas Billaud-Varenne. Barère foi sentenciado pelo julgamento do Rei Luís XVI (ao votar por sua execução), por ser um traidor da França e um terrorista e aprisionado em Oléron até sua remoção para a Colônia Penal na Guiana Francesa.
Enquanto na prisão, Barère passa por um período de depressão e escreve seu próprio epitáfio, acreditando que iria morrer. Barère fica na prisão por dois anos até a Convenção Nacional resolver tentar levá-lo novamente à guilhotina. Acreditando ser esse seu destino, alguns amigos ajudam-no a fugir da prisão e ir para Bordeaux, onde viveu escondido por diversos anos. Ainda em 1795, é eleito para o Conselho dos Quinhentos do Diretório mas não tem autorização para tomar assento. Barère eventualmente retorna à França e serve Napoleão I. Durante o Primeiro Império Francês, é usado como agente secreto por Napoleão, com quem manteve correspondência diplomática. Algum tempo depois, Napoleão leva Barère de volta à prisão, porém este escapa novamente. Torna-se um membro da Câmara de Deputados durante os "Cem Dias" e atua como realista em 1815 mas, ao final da Restauração dos Bourbons, é banido vitaliciamente da França como regicida e exilado em Bruxelas, onde viveu até 1830. Volta à França e serve durante anos a dois reis até sua morte em 3 de Janeiro de 1841. Era o último sobrevivente do Comitê de Salvação Pública.